# Buick LaCrosse
Buick LaCrosse — автомобиль марки Buick, подразделения General Motors. Выпускался с 2004 по 2019 год.
LaCrosse пришёл на смену моделям Century и Regal, как среднеразмерный автомобиль. С 2010 года автомобиль позиционируется как полноразмерный.

## Первое поколение
Первое поколение было представлено весной 2004 года, как модель 2005 года.
LaCrosse первого поколения был доступен только с передним приводом. На автомобиль устанавливали двигатели V6 3.8 (200 л. с.) или V6 3.6 (240 л. с.), работающие в паре с четырёхступенчатым «автоматом». 

В 2007 году был проведён рестайлинг. Автомобиль получил новое оформление передней части. Также была представлена высокотехнологичная версия Super.

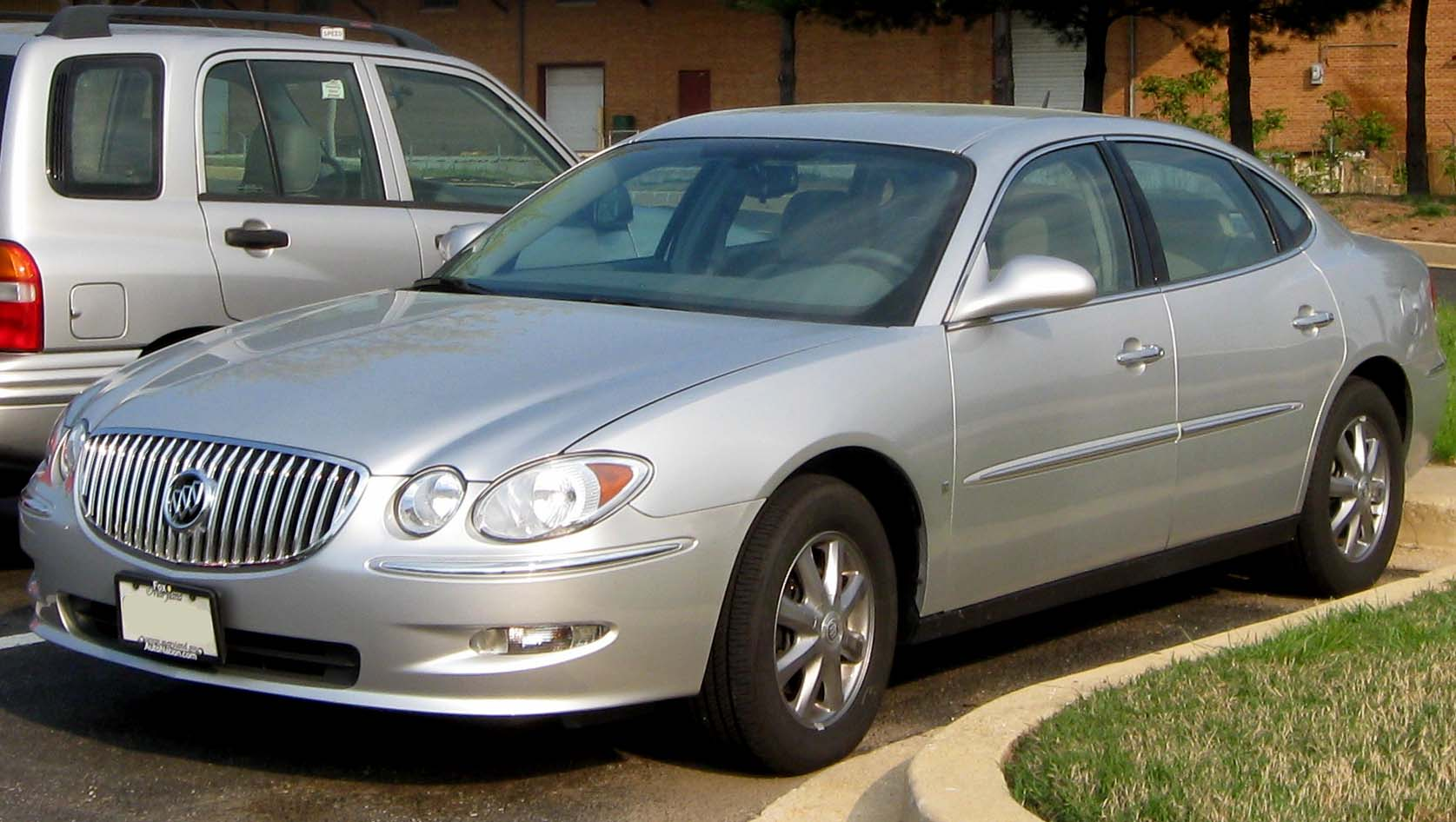
Рестайлинг
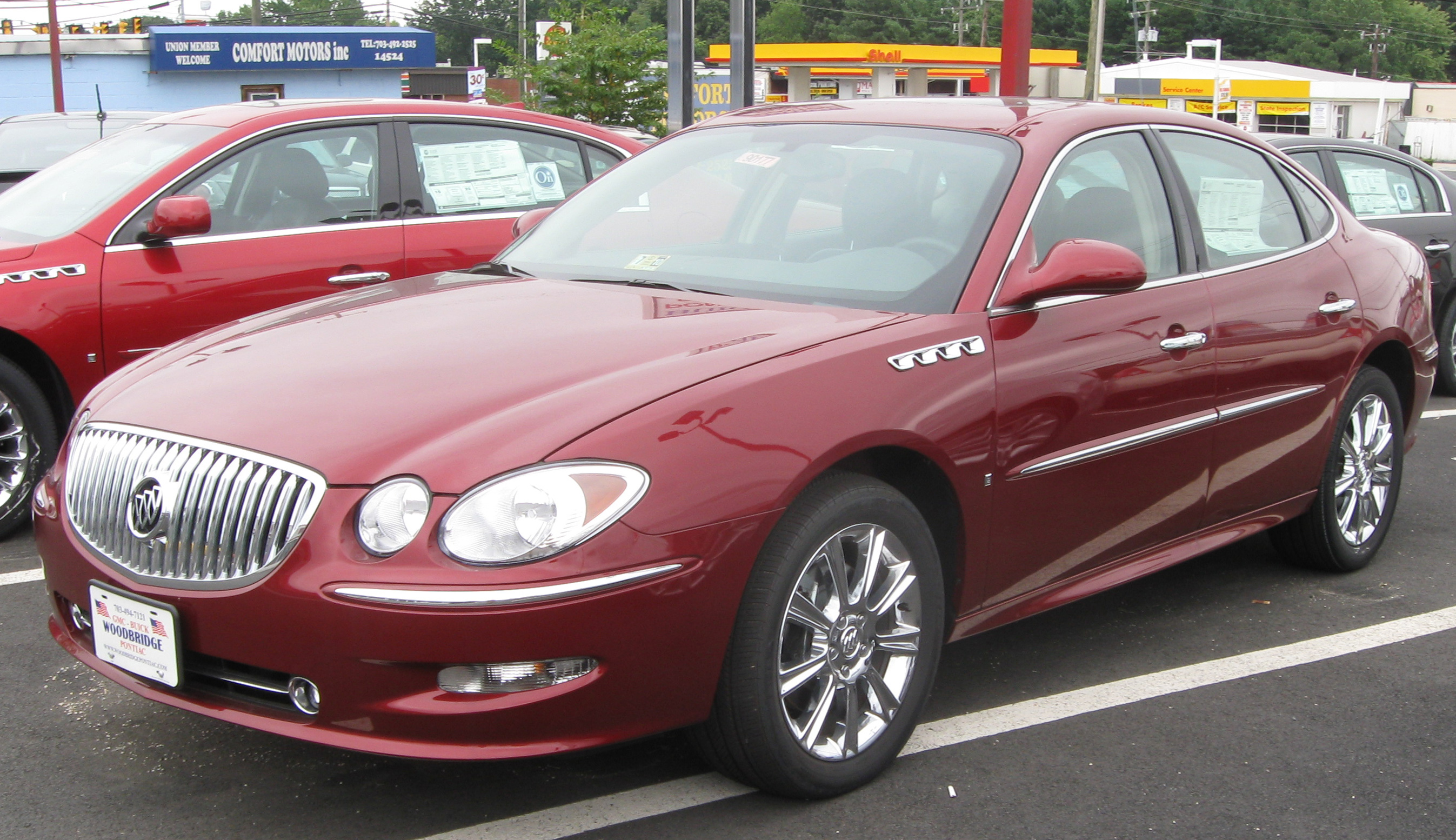

Сборка LaCrosse первого поколения завершилась 23 декабря 2008 года, на заводе Buick в Ошава, Канада.

### Китай
С 2006 по 2009 год в Китае выпускался местный вариант Buick LaCrosse. Разработанный в Pan Asia Automotive техническом центре Shanghai GM (PATAC). Китайский LaCrosse основан на той же архитектуре, что и американская модель, но имеет другие кузовные панели, а также другую линейку двигателей. Автомобиль также выпускался на Тайване на совместном предприятии Yulon-GM.

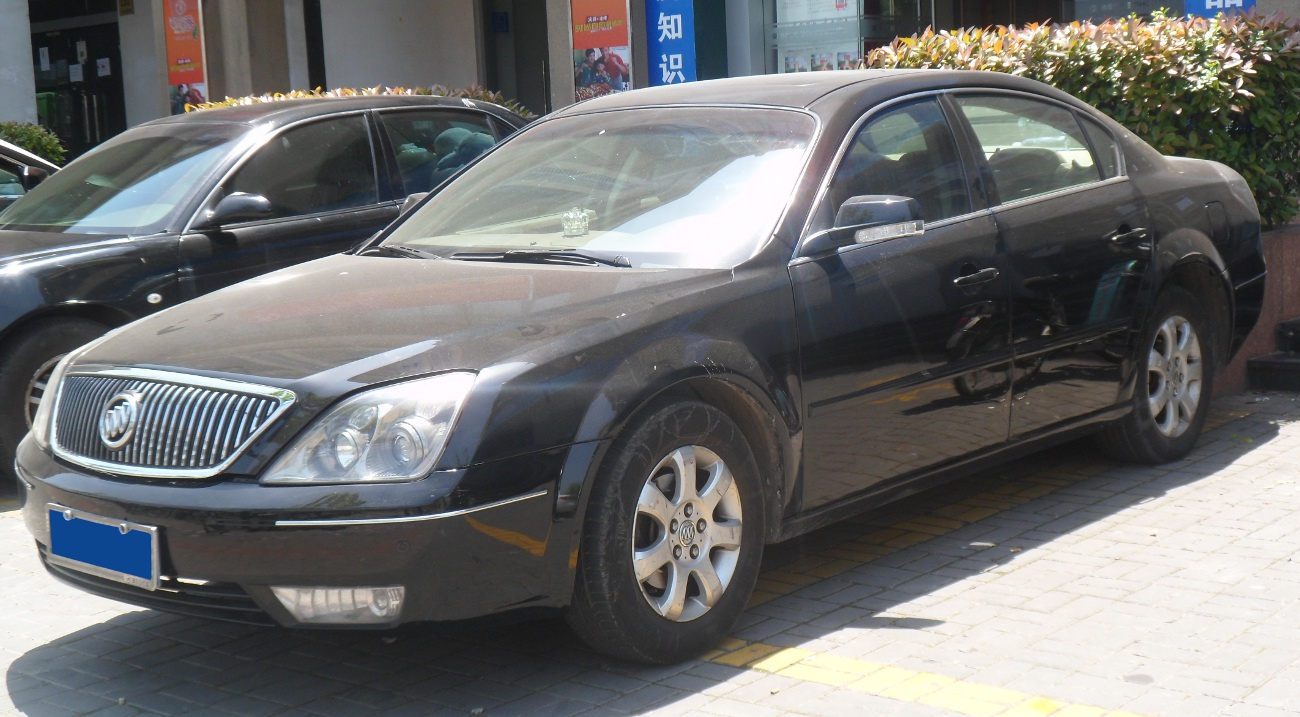
Версия для Китая

## Второе поколение
LaCrosse второго поколения был показан на автосалоне в Детройте в 2009 году.

### Alpheon
LaCrosse второго поколения начал продаваться на рынке Южной Кореи в 2010 году под маркой Alpheon. Предлагались версии с 3,0 и 2,6 литровыми двигателями.

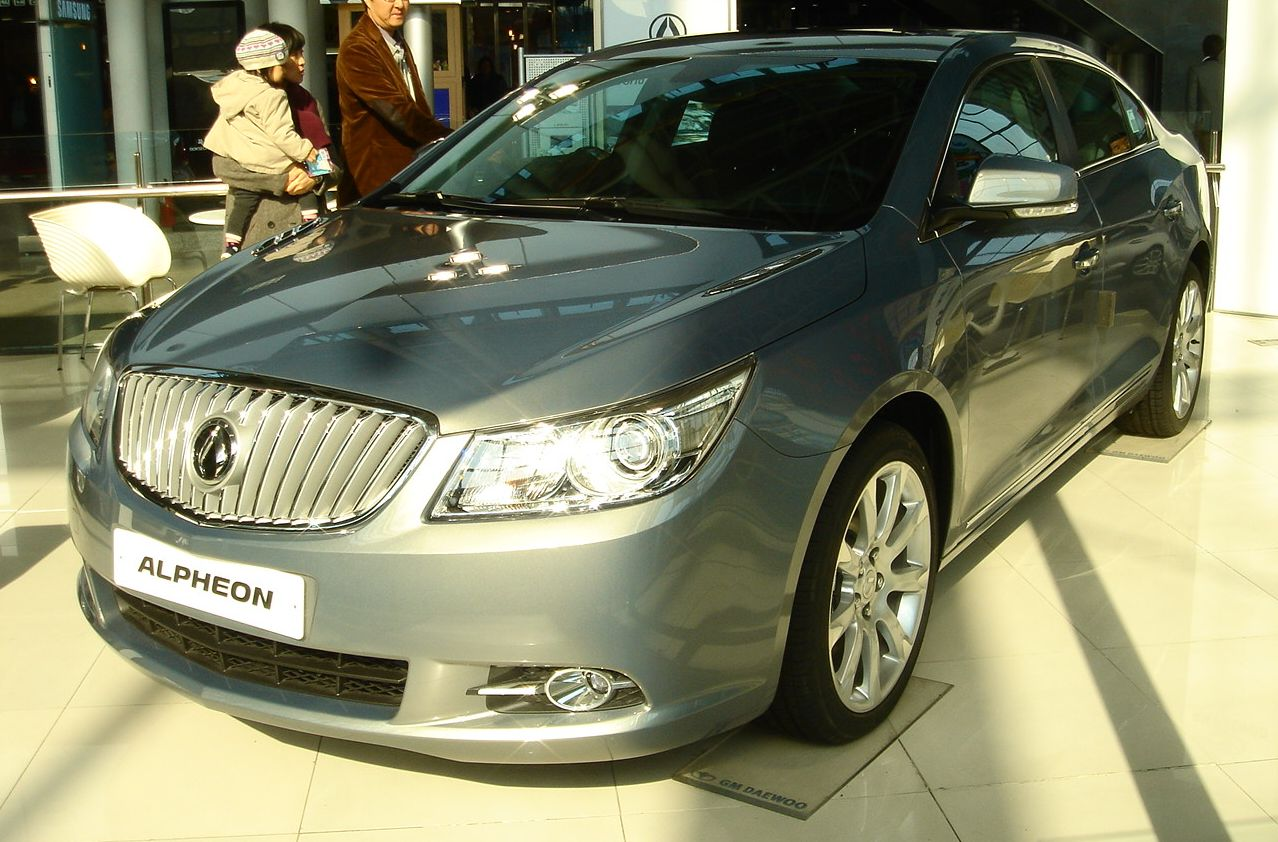
Alpheon
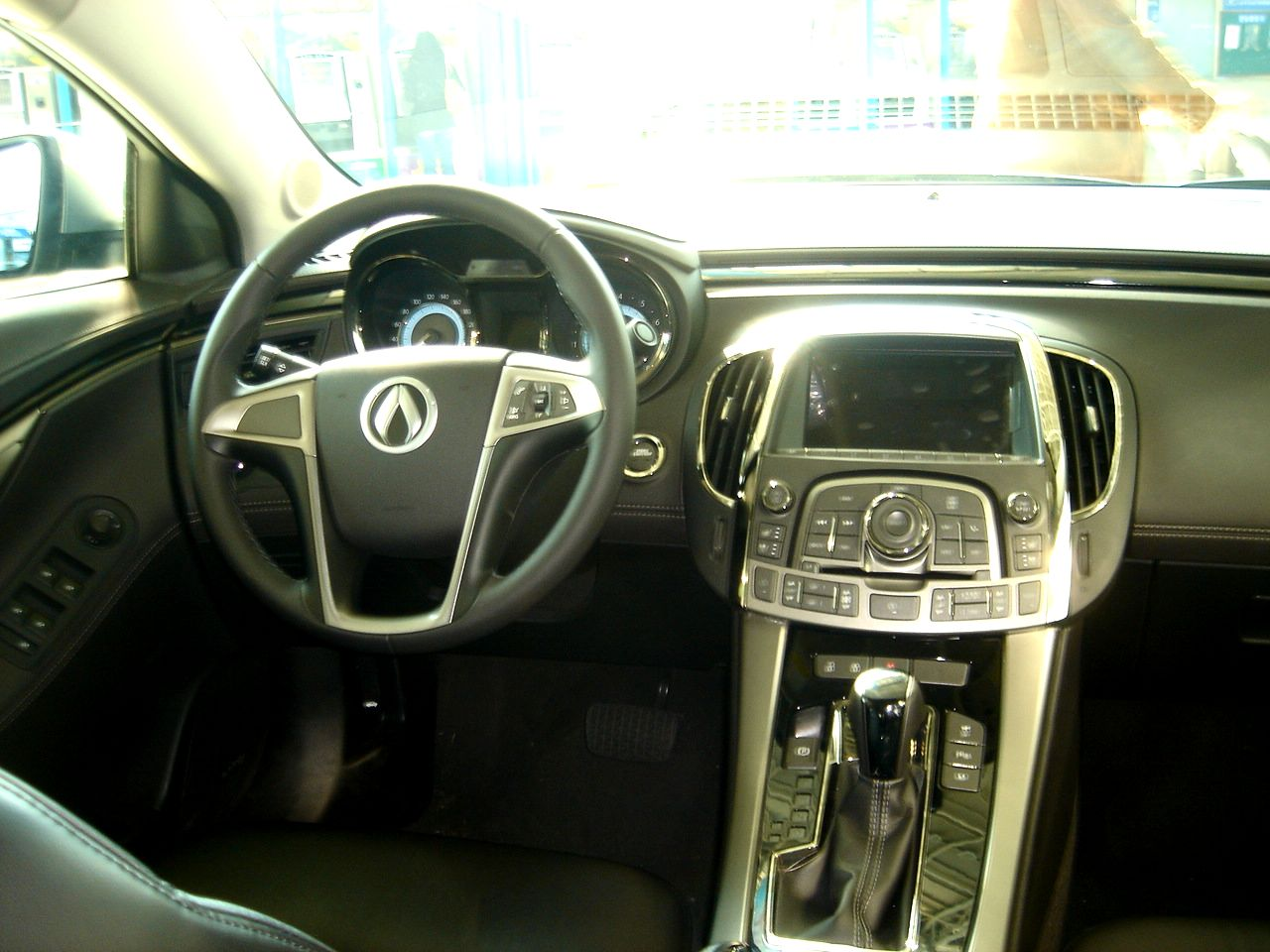
Интерьер

Марка Alpheon была закрыта в 2015 году по причине низких продаж. На смену Alpheon пришла Chevrolet Impala десятого поколения.

### Roewe 950
Roewe 950 эть лицензированная китайская версия Buick LaCrosse, произведенная SAIC под брендом Roewe. Он продавался вместе с Buick LaCrosse в Китае и имел цену, аналогичную LaCrosse. Дизайн решетки радиатора, хотя и похожий внешне, был уникальным для Roewe.

### Рестайлинг
В 2013 году на автосалоне в Нью-Йорке был показан рестайлинг LaCrosse второго поколения. Изменения включают в себя обновлённый дизайн передней и задней частей, новый дизайн колёсных дисков, а также новые системы безопасности.

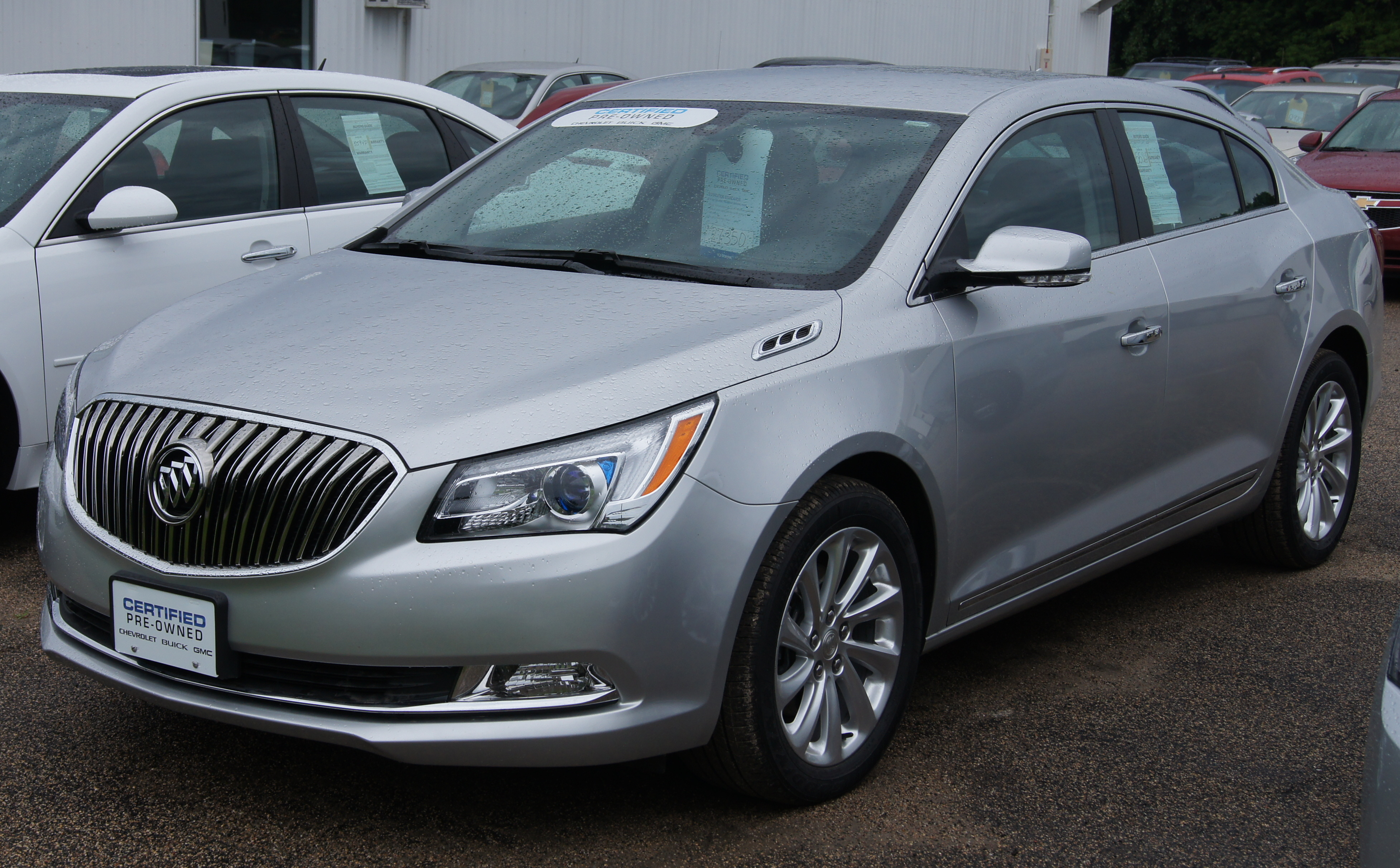
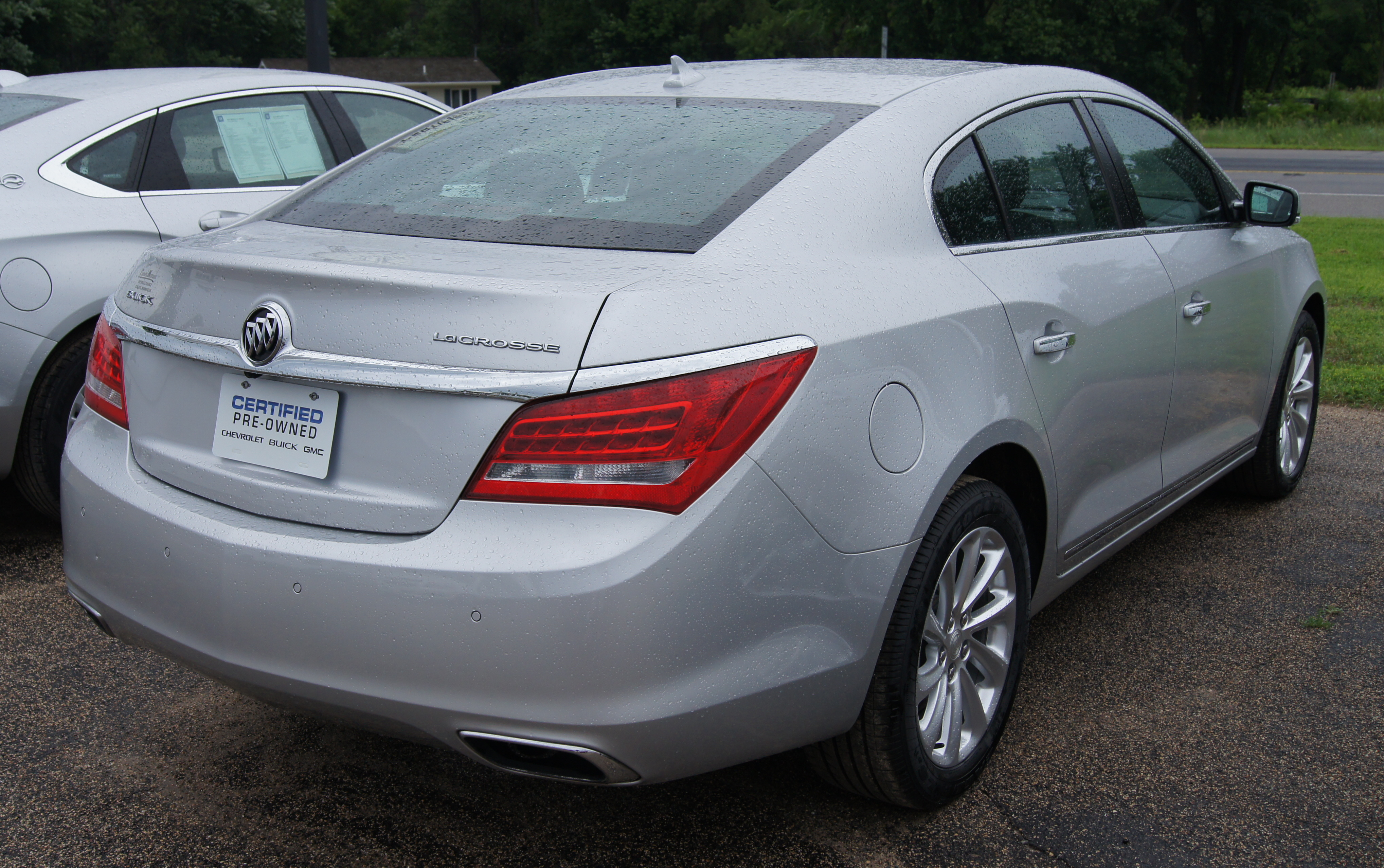

## Третье поколение
Третье поколение было показано на автосалоне в Лос-Анджелесе в 2015 году как модель 2017 года.
Автомобиль был оснащен двигателем GM Small Gasoline Engine и двигателем GM Ecotec в Китае для целей налогового кредита и двигателем GM High Feature четвертого поколения в Северной Америке. С 2018 года LaCrosse поставлялся в стандартной комплектации с трансмиссией eAssist, состоящей из мягкого гибридного 20-киловаттного (27 л. с.) электрического и 2,5-литрового бензинового двигателя Ecotec, передающего мощность на передние колеса через 6-ступенчатую автоматическую коробку передач. 
Чтобы освободить место для будущего нового продукта на заводе в Канзас-Сити, производство LaCrosse было перенесено с завода GM Fairfax Assembly на завод Detroit/Hamtramck Assembly .
Главным отличием североамериканской и ки
тайской модели LaCrosse была система привода. Модели, продаваемые на китайском рынке, были только переднеприводными, в отличие от их американских аналогов, которые были доступны как с передним, так и с полным приводом.
Функции третьего поколения включают:
- Автоматическая система помощи при парковке (теперь имеется передняя ультразвуковая система помощи при парковке).
- Apple CarPlay и Android Auto для информационно-развлекательной системы Buick IntelliLink .
- Абсолютно новый 3,6-литровый двигатель V6 с непосредственным впрыском VVT ( LGX 310 л.с. / 282 фунт-фут) с системами «стоп-старт» и отключением цилиндров.
- Внешняя 8-ступенчатая автоматическая коробка передач Aisin ( AWF8F35 )  (только 2017 год).
- Начиная с 2018 года, совершенно новая 9-ступенчатая автоматическая коробка передач GM 9T60 (M3G) с опциональным двигателем V6.

## Четвертое поколение
В 2023 году Buick представил LaCrosse четвертого поколения, приняв новую философию Buick Pure Design, впервые представленную на минивэне Buick GL8 Century, а также новую корпоративную эмблему Buick. LaCrosse четвертого поколения доступен в четырех комплектациях: Beyond, Enjoy, Premium и Avenir.  LaCrosse предлагался только с турбированным 2,0-литровым четырехцилиндровым двигателем на момент запуска; 1,5-литровый четырехцилиндровый двигатель для базовой модели будет доступен позднее в 2023 году.